# Brug 183
Brug 183 is een vaste brug over de Da Costagracht in Amsterdam-West. De verkeersbrug ligt in de Kinkerstraat en wordt onder andere bereden door tramlijnen 7 en 17.
Hier lag vermoedelijk al rond 1890 een brug, toen de gracht uitgegraven werd vanuit het Van Lennepkanaal. In 1926 werd het besluit genomen dat deze brug verbreed moest worden, maar de aanbesteding volgde pas in november 1928. De brug over de Bilderdijkgracht werd tegelijkertijd aangepakt. De bouw vond plaats aan de hand van een ontwerp van het bureau van de architect Piet Kramer te herkennen aan de Amsterdamse Schoolstijl, afwisseling baksteen met natuursteen, beeldhouwwerken en siersmeedijzeren  balustrades.

## Galerij

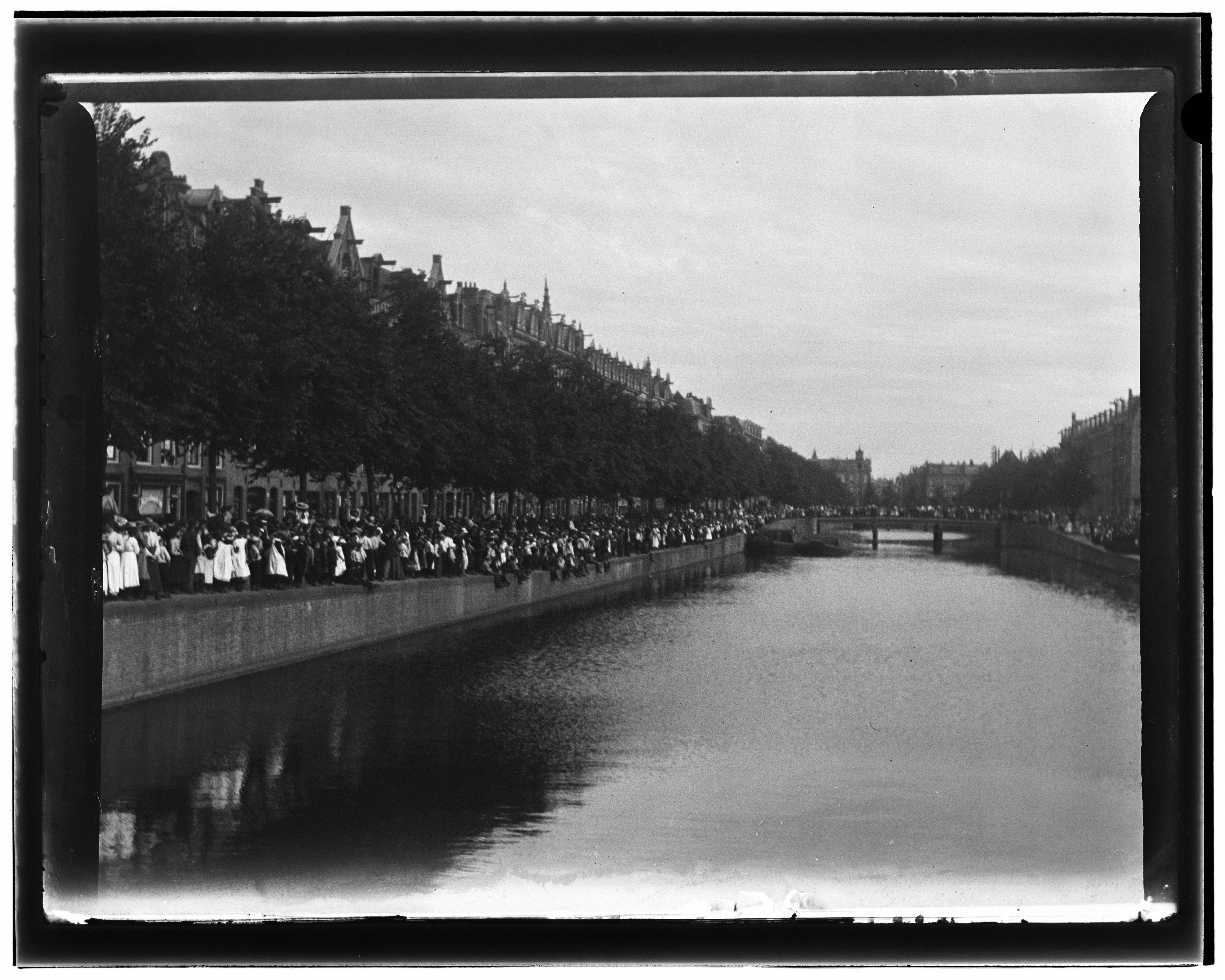
De brug vastgelegd in 1904 door Jacob Olie, de mensen op de kade staan te kijken naar de instorting/afbraak van panden aan de overkant
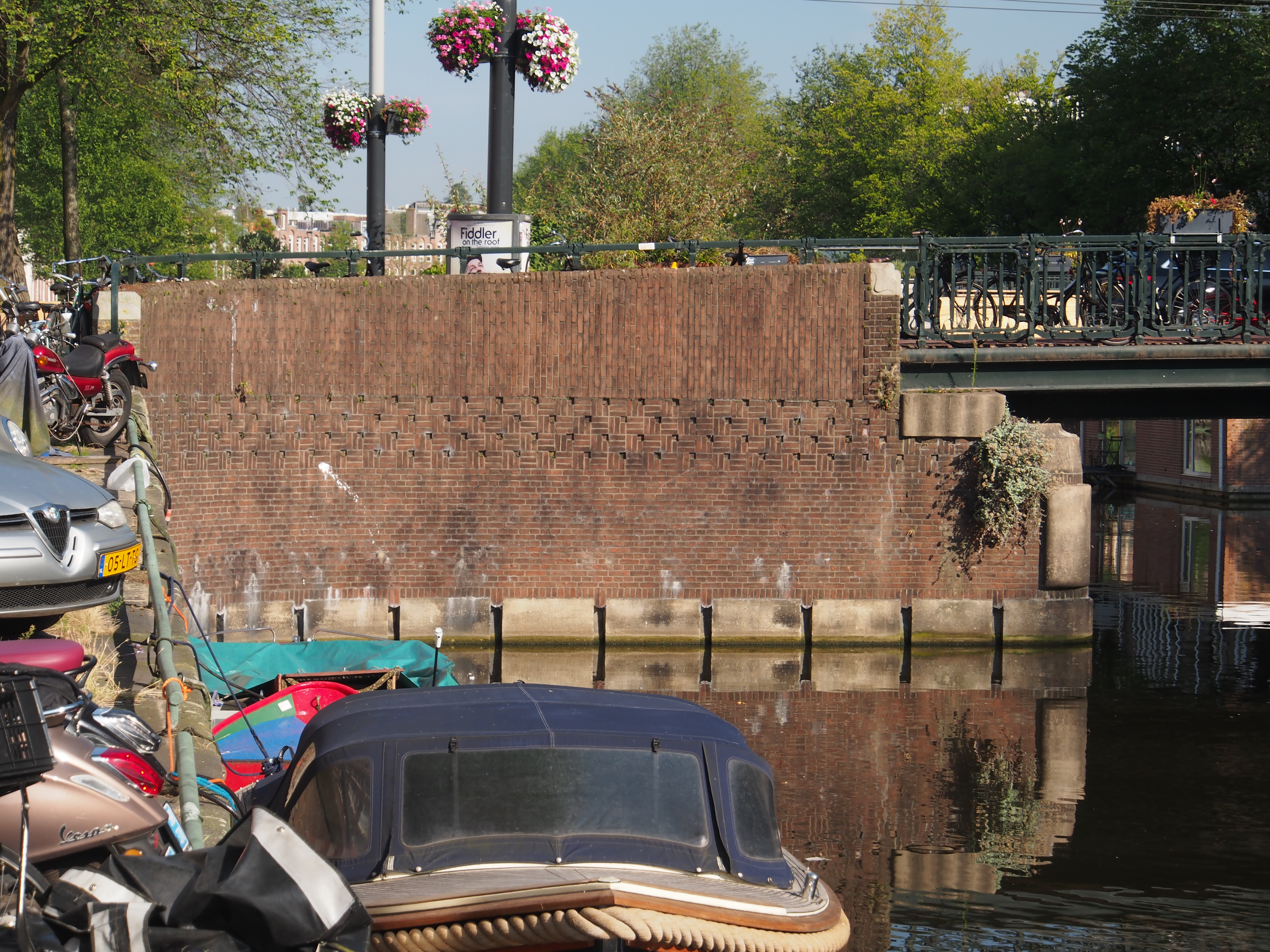
Detail van een landhoofd, 2017
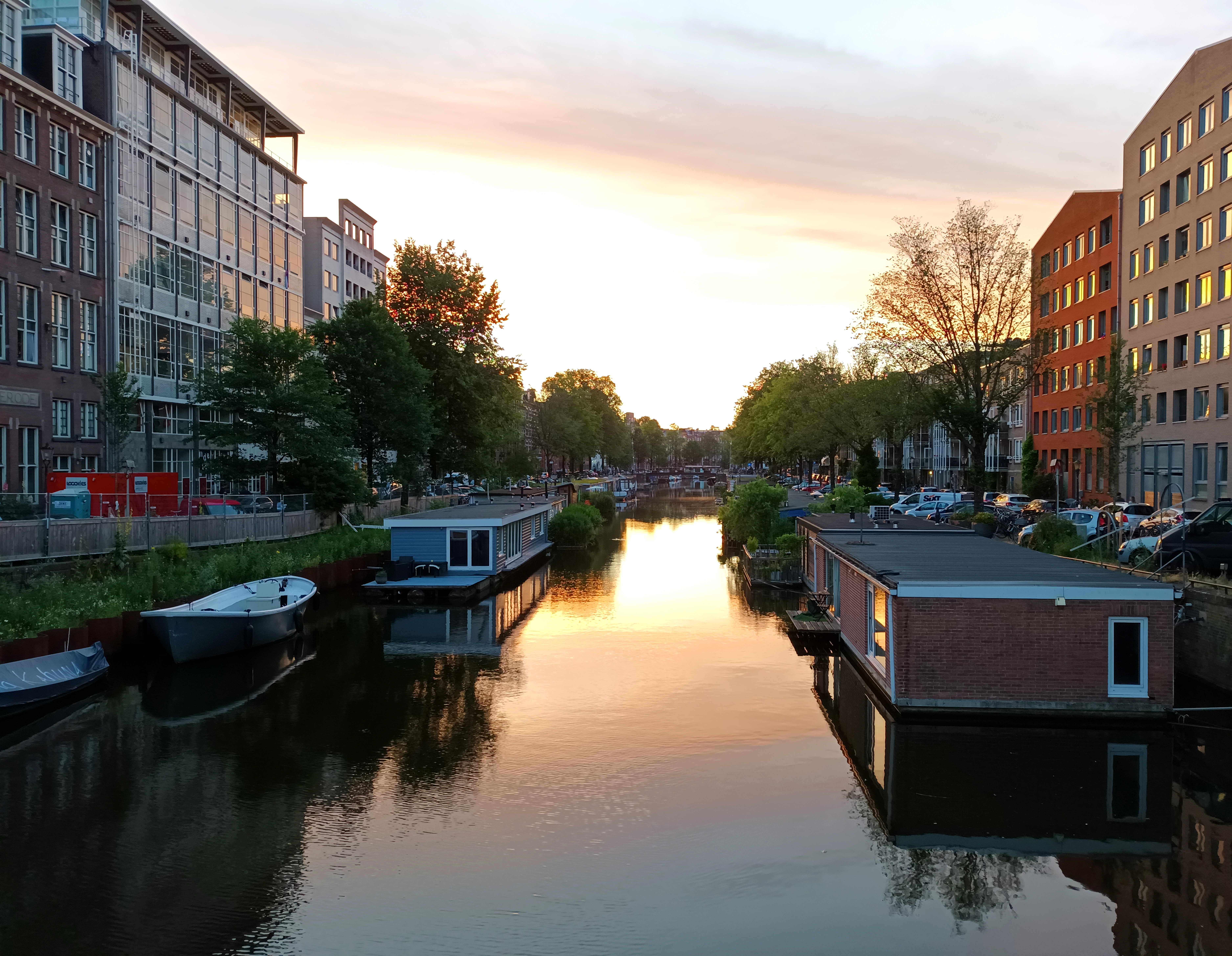
Da Costagracht, Amsterdam, 2022